# Паркър (окръг, Тексас)
Вижте пояснителната страница за други значения на Паркър.
Окръг Паркър (на английски: Parker County) е окръг в щата Тексас, Съединени американски щати. Площта му е 2357 km², а населението - 111 776 души. Административен център е град Уедърфорд.